# Gliese 1214 b
Gliese 1214 b è un pianeta extrasolare scoperto nel dicembre 2009, classificabile nella categoria delle super-terre, che orbita attorno alla stella GJ 1214 (una nana rossa), ad una distanza di 13 parsec (circa 40 anni luce) dalla Terra, nella costellazione dell'Ofiuco. Si tratta del secondo esopianeta scoperto (dopo CoRoT-7 b) che possiede una massa e diametro stabiliti con relativa accuratezza, che sono molto minori rispetto a quelli dei giganti gassosi nel Sistema solare. Inoltre il pianeta assume una certa importanza per la sua prossimità alla Terra, e dal fatto che transita di fronte a una piccola stella nana rossa, cosa che dovrebbe permettere lo studio della sua atmosfera grazie alle tecnologie correnti. Il 31 dicembre 2013 la NASA ha annunciato che tramite l'Hubble Space Telescope per la prima volta sono state individuate delle nuvole nelle atmosfere di esopianeti, nello specifico nei pianeti GJ 1214b e Gliese 436 b.

## Caratteristiche

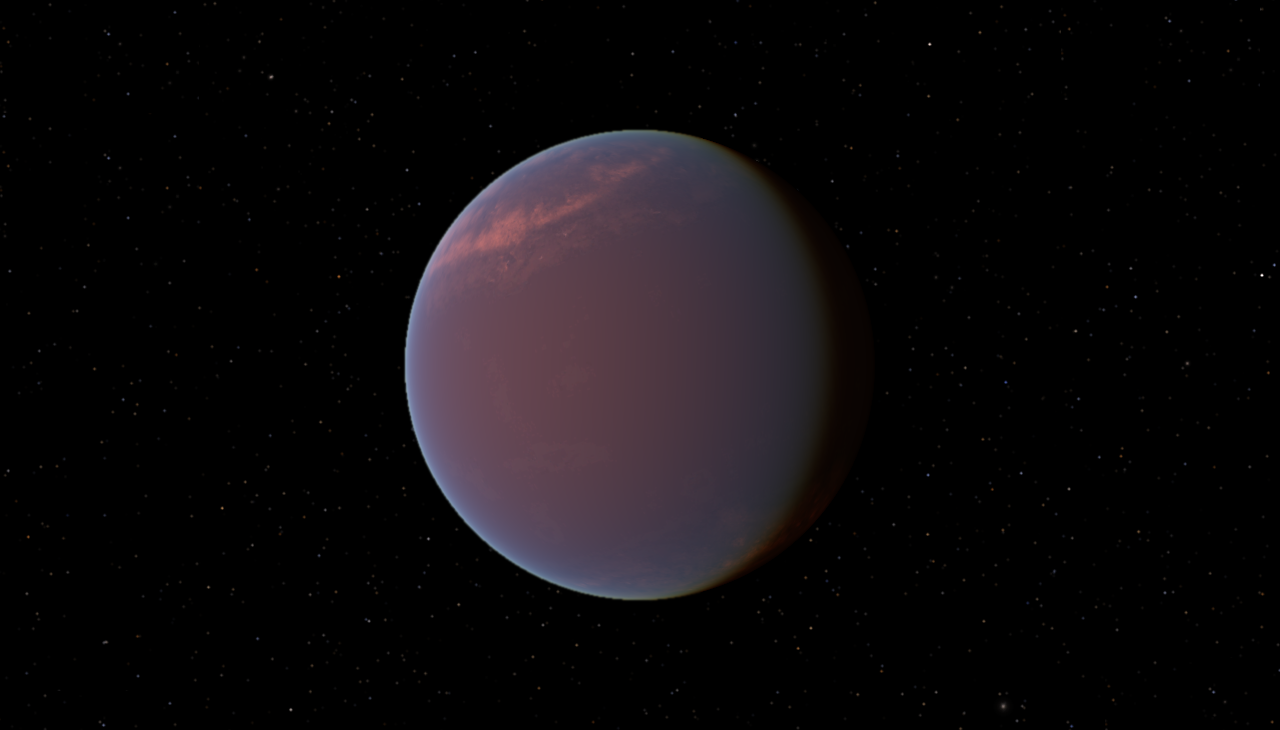
Ricostruzione immaginaria di una veduta del pianeta GJ 1214 b come se fosse una foto scattata da un telescopio posto su di un'orbita vicina attorno alla stella GJ 1214.

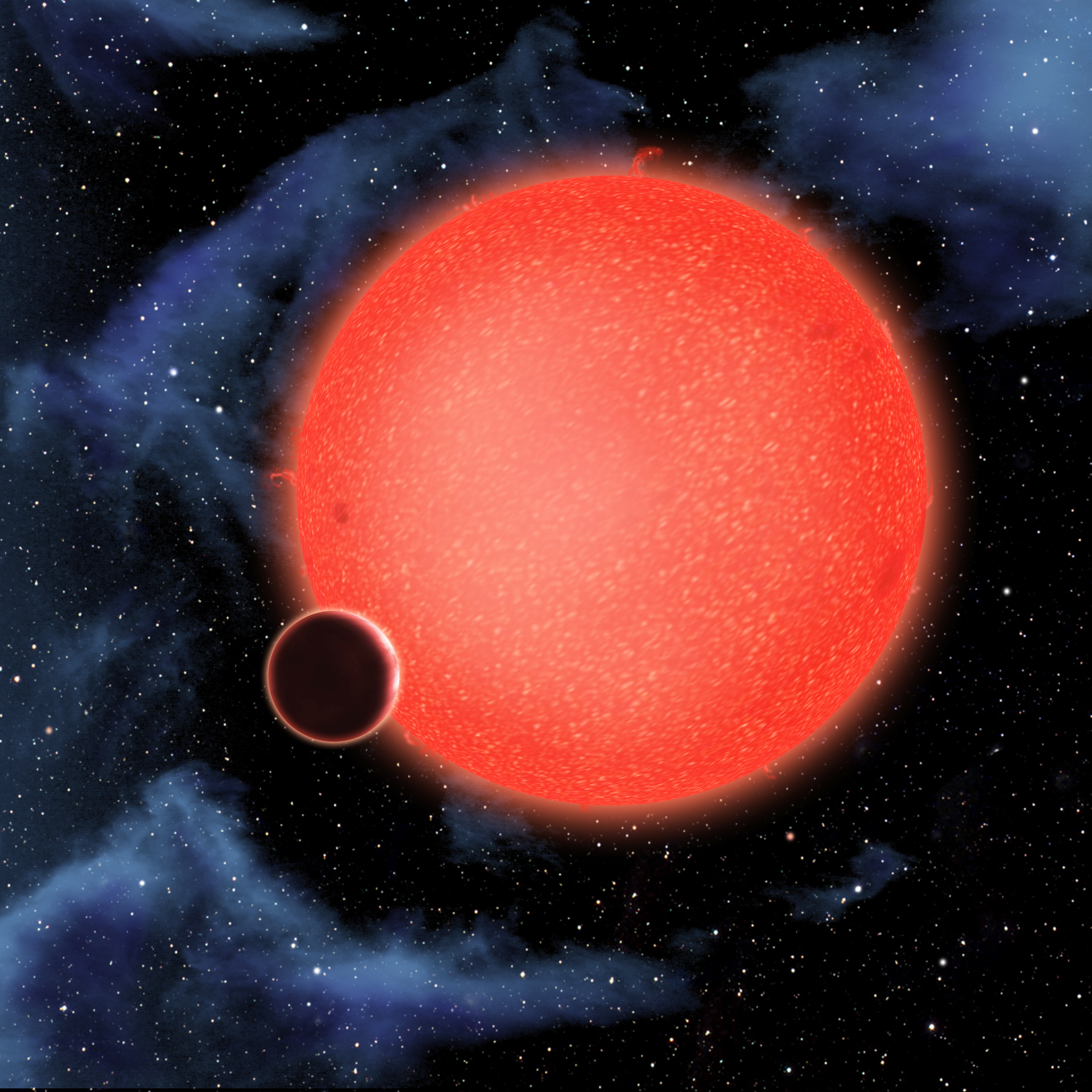
GJ 1214b in un'immagine artistica della NASA; le ultime osservazioni del telescopio spaziale confermerebbero che si tratta di un pianeta con acqua liquida sotto una spessa coltre di vapore.

GJ 1214 b è un pianeta relativamente freddo rispetto ad altri pianeti transitanti noti. La sua temperatura superficiale dovrebbe situarsi approssimativamente tra i 393–555 K (120–282 °C), a seconda della quantità di radiazione riflessa nello spazio.
Anche se non esiste ancora una diretta evidenza della presenza di acqua, la bassa densità risultante dai valori della massa e del diametro è coerente con un pianeta assimilabile ad un pianeta oceanico, composto principalmente (~75%) da acqua e attorno al ~25% da roccia (silicati e un piccolo nucleo di ferro), probabilmente coperto da una spessa atmosfera (~200 km) di idrogeno ed elio che ammonterebbe a circa lo 0,05% della massa del pianeta. Malgrado l'alta temperatura superficiale, dal momento che si ha sicuramente un'alta pressione idrostatica alle profondità atmosferiche, è probabile che avvenga la transizione dalla fase gassosa alla fase liquida, e dunque sotto l'atmosfera si dovrebbero trovare grosse quantità di acqua liquida (forse oceani profondi decine di km), con qualche possibilità che quest’acqua si trovi anche sotto forma di molecole di ghiaccio VII. A causa delle stime planetologiche che ritengono relativamente molto antico questo sistema planetario e calcolandone il tasso di fuga dei gas (fuga idrodinamica), gli scienziati concludono che vi sia stata una perdita significativa di atmosfera durante la vita del pianeta, e che qualsiasi atmosfera sia presente oggi non possa essere quella primordiale del primo miliardo di anni di esistenza del pianeta.
Nel 2023, il pianeta è stato osservato dal telescopio spaziale James Webb nel medio infrarosso, che ha rilevato una temperatura di 553 K sul lato diurno e di 437±19 K nel lato notturno. Secondo gli autori dello studio, condotto da Eliza Kempton, l'alta riflettenza dell'atmosfera del pianeta (albedo = 0,51) potrebbe essere dovuta a grosse quantità di vapore acqueo, probabilmente misto a metano, presente nello spesso strato nuvoloso che avvolge il pianeta. Avendo un raggio 2,6 volte quello terrestre si pensava che Gliese 1214 b fosse nato come nano gassoso, tuttavia non è chiaro se l'idrogeno primordiale sia stato perso nella prima parte della sua esistenza o se si sia già formato ricco di metalli, che in astronomia sono considerati tali tutti gli elementi più pesanti dell'elio. Secondo Kempton, è possibile che la formazione del pianeta sia avvenuta in una zona più distante dalla sua stella, e che successivamente sia migrato verso l'interno, dove l'alta radiazione stellare avrebbe contribuito a strappare l'idrogeno dai suoi strati esterni.

## Rilevamento
Il transito del pianeta è stato scoperto dal sistema MEarth Project utilizzando montaggi robotici Paramount ME, controllati da Software Bisque equipaggiati con telescopi riflettori da 40 cm di diametro (della RC Optical Systems) e fotocamere con sensore CCD disponibili in commercio.